# مکسیم هریسیو
مکسیم هریسیو (اوکراینی: Максим Йосипович Грисьо؛ زادهٔ ۱۴ مهٔ ۱۹۹۶) بازیکن فوتبال اهل اوکراین است.
از باشگاه‌هایی که در آن بازی کرده‌است می‌توان به باشگاه فوتبال کارپاتی لویو اشاره کرد.
وی همچنین در تیم‌های ملی فوتبال زیر ۲۰ سال اوکراین، زیر ۲۱ سال اوکراین، و Ukraine student football team بازی کرده‌است.